# Chłonka

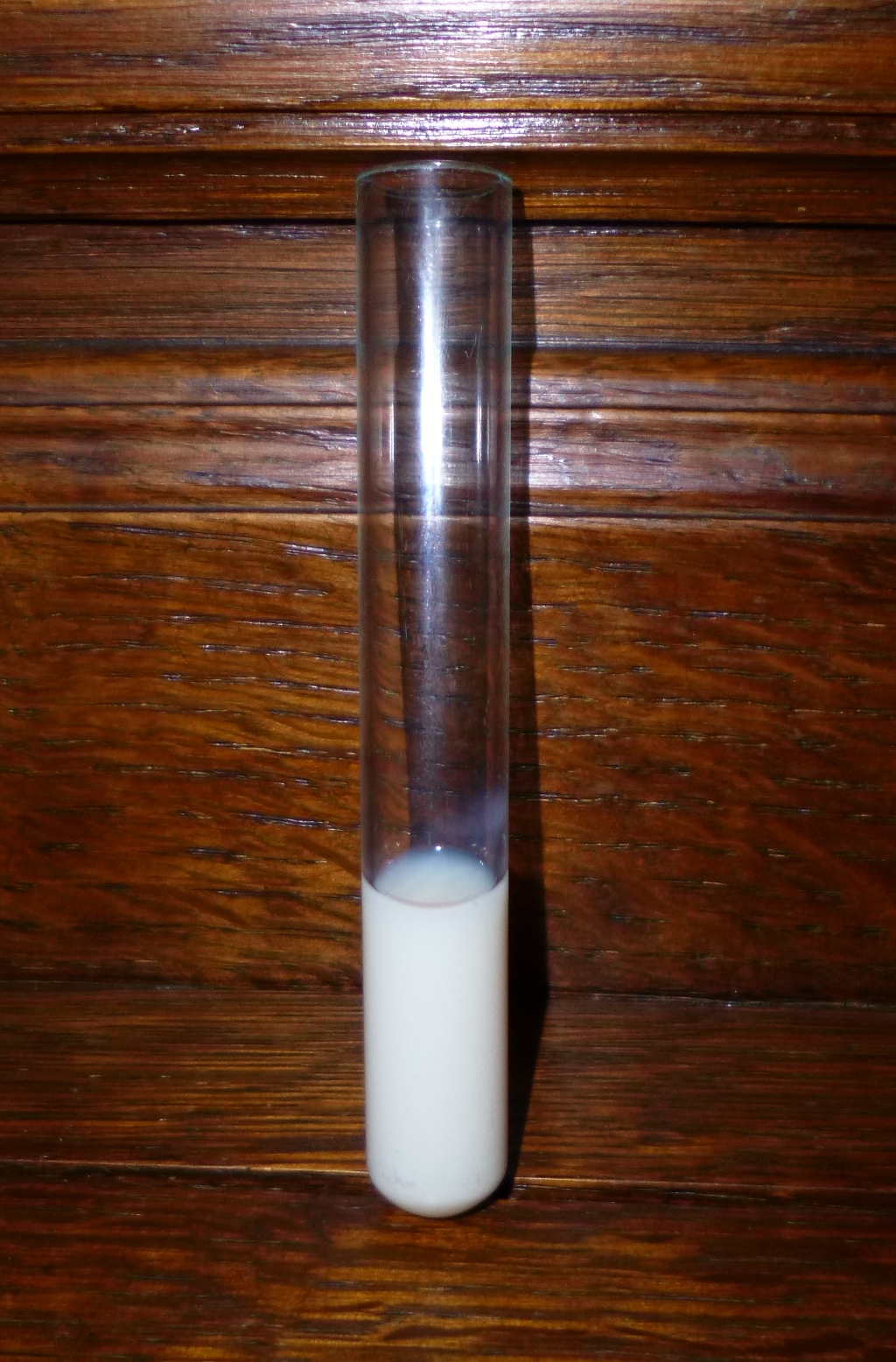
Ludzka chłonka pobrana z przewodu piersiowego w trakcie operacji chirurgicznej

Chłonka, limfa (łac. lympha) – płyn tkankowy spływający do naczyń chłonnych, tworzących układ naczyń limfatycznych (układ chłonny). Chłonka jest zbierana przez naczynia chłonne aferentne, ślepo zakończone, zaczynające się w tkankach. Transportowana jest do węzłów chłonnych, skąd z kolei przy pomocy naczyń chłonnych eferentnych wyprowadzana jest do krwiobiegu.
Istotnym elementem chłonki, poza płynem tkankowym, są komórki układu odpornościowego. W przypadku naczyń aferentnych są to komórki opuszczające daną tkankę i migrujące do węzłów chłonnych w celu pobudzenia układu odpornościowego. Z kolei w chłonce naczyń eferentnych znajdują się głównie komórki już pobudzone lub takie, które przez dłuższy czas nie napotkały pobudzającego je antygenu. Najczęściej występującą populacją leukocytów w chłonce są komórki o wąskim obrzeżu cytoplazmy i dużym jądrze komórkowym. Z tego względu zostały one nazwane limfocytami, czyli „komórkami limfy”. Mimo że limfocyty są obecnie definiowane zupełnie inaczej, są one głównymi komórkami występującymi w chłonce.
Skład chemiczny chłonki zależy od tkanki, z której jest ona zbierana. Przykładowo, limfa bierze udział w transporcie tłuszczów pokarmowych z jelita cienkiego, stąd lekko żółtawe zabarwienie chłonki pochodzącej z tego narządu (zawartość tłuszczów 1–2%). Ogólnie skład chłonki jest podobny do osocza, jednak zawiera ona mniej białek, szczególnie globulin, które z trudnością przedostają się z krwi do tkanek. Zawartość białka w chłonce to 4–6%, z tego względu jej ciśnienie osmotyczne jest niskie i ma ona charakter krystaloidu. Skład limfy zależy również od metabolitów uwalnianych przez komórki w danej tkance, może się również czasowo zmieniać pod wpływem innych czynników, np. aktywności fizycznej, snu lub spożywanego pokarmu.